# Dennis Thomas Flynn

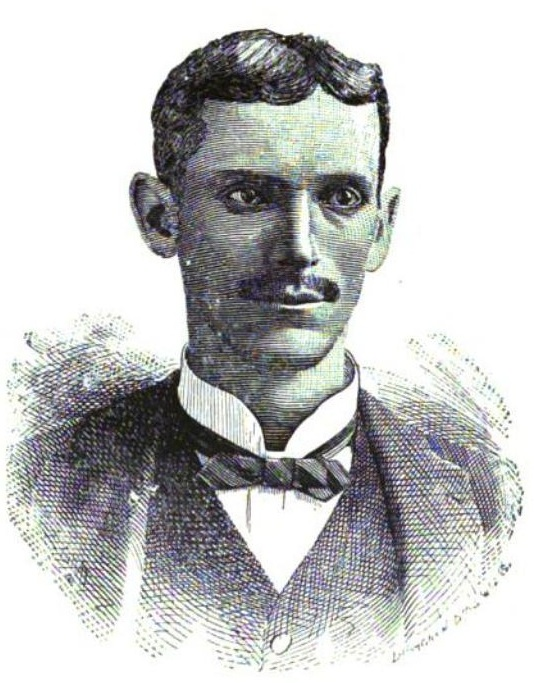
Dennis Thomas Flynn

Dennis Thomas Flynn (* 13. Februar 1861 in Phoenixville, Pennsylvania; † 19. Juni 1939 in Oklahoma City, Oklahoma) war ein US-amerikanischer Politiker. Zwischen 1893 und 1897 und nochmals zwischen 1899 und 1903 vertrat er das Oklahoma-Territorium als Delegierter im US-Repräsentantenhaus.

## Werdegang
Im Jahr 1863 zog Dennis Flynn mit seiner Mutter nach Buffalo im Staat New York. Nach dem Tod der Mutter wurde er bis 1880 in einem katholischen Waisenheim aufgezogen. Danach besuchte er die öffentlichen Schulen der Umgebung und das Canisius College in Buffalo. Nach einem Umzug nach Riverside in Iowa gründete er die Zeitung „Riverside Reader“, die er auch herausgab. Nach einem Jurastudium und seiner 1882 erfolgten Zulassung als Rechtsanwalt begann Flynn in Kiowa (Kansas) in seinem neuen Beruf zu arbeiten. Dort gab er die Zeitung „Kiowa Herald“ heraus. Zwischen 1884 und 1885 war er für einige Monate Posthalter und von 1886 bis 1889 Anwalt der Stadt Kiowa.
Im Jahr 1889 zog Dennis Flynn nach Guthrie im Oklahoma-Territorium. Dort war er von 1889 bis 1892 Posthalter. Politisch wurde er Mitglied der Republikanischen Partei. Im Jahr 1890 kandidierte er erfolglos für das Amt des Kongressdelegierten. Bei den Wahlen des Jahres 1892 wurde er aber als Delegierter in das US-Repräsentantenhaus gewählt, wo er am 4. März 1893 David Archibald Harvey ablöste. Nach einer Wiederwahl im Jahr 1894 konnte er sein Mandat im Kongress zunächst bis zum 3. März 1897 ausüben. Als Delegierter hatte er dort aber kein Stimmrecht. Bei den Wahlen des Jahres 1896 unterlag er James Yancy Callahan. Aber schon bei den nächsten Kongresswahlen wurde Flynn wieder als Delegierter in den Kongress gewählt. Dort konnte er nach einer Wiederwahl im Jahr 1900 bis zum 3. März 1903 zwei weitere Legislaturperioden absolvieren. 1902 verzichtete Flynn auf eine erneute Kandidatur.
Nach seiner Zeit im Kongress arbeitete Dennis Flynn als Rechtsanwalt in Oklahoma City. Im Jahr 1908 kandidierte er erfolglos für einen Sitz im US-Senat und 1912 war er Delegierter zur Republican National Convention.